# 青井由美子
青井由美子（あおい ゆみこ、1960年 - ）は、日本の陸上競技選手。群馬県高崎市（旧吉井町）出身。
昭和50年代に400mハードルの日本記録を6回更新した伝説の名選手である。群馬県立富岡東高等学校を経て関東学園大学卒業。卒業後はナイキジャパンに入社した。愛称は「あおちゃん」。可憐なルックスからアイドル的な人気を誇り、増田明美らと人気を二分した。現姓高橋。

## 経歴
- 富岡東高校時代の1976年、長野インターハイで400mと800mの2種目に優勝し二冠を達成。
- 関東学園大学進学後に400mHに転向し、1978年6月4日、400mH64秒4の日本新記録を樹立。
- 1979年5月3日、61秒0のタイムを出し、日本新記録。6月2日には60秒46の日本新記録。さらに10月27日にはこの年3回目の日本新記録樹立。加えて、日本人初となる60秒切り（59秒72）を果たす。
- 1980年7月5日、59秒52の日本新記録。10月25日の日本選手権では、59秒26の日本新記録を樹立して優勝。
- 1981年6月7日のアジア選手権では59秒26の日本タイ記録をマークし優勝。
- 1982年、アジア大会で59秒08をマークし準優勝。ニッカンスポーツ国際陸上で自己最高記録となる58秒65をマークした。
- 1983年、代々木体育館で開催された国際室内選手権でスウェーデンリレーに出場。阿萬亜里沙（テレビ宮崎）・貝原澄子（アシックス）・青井由美子（ナイキジャパン）・小野富美子（福島県立福島西女子高等学校）とつないで2分16秒31の室内日本新記録を樹立した。
- 引退後は後進の指導に手腕を発揮した。
- 高校時代に指導を受けた高橋賢作[誰?]と猛烈な恋愛の末結婚した。現在も陸上界きってのおしどり夫婦として知られている[誰によって?]。

## 関連人物
- 吉田真希子（400mH日本記録保持者）
- 佐藤陽子（400mH手動計時日本記録保持者）
- 長谷川雅子（4×400mR室内日本記録保持者）